# Jeanne Gnago
Jeanne Alexise G'nago (* 14. August 1984 in Abidjan) ist eine ivorische Fußballspielerin.

## Karriere

### Verein
Gnago startete ihre aktive Karriere in der Jugend der Frauenfußballabteilung des Stella Club d’Adjamé. Dort spielte sie sämtliche Jugendteams und zwei Jahre in der Seniorenmannschaft. 2004 verließ sie SC Adjame und wechselte in die höchste ivorische Frauenliga zu Juventus de Yopougon. Im Oktober 2012 wurde sie mit dem Ballon D'or als beste Abwehrspielerin der ivorischen Championnat Saison 2012 ausgezeichnet.

### Nationalmannschaft
2004 spielte sie im Rahmen des Women International Tournament in Burkina Faso ihr Länderspieldebüt, welches sie mit der Elfenbeinküste gewinnen konnte. Sie ist seit 2008 Mannschaftskapitänin für die Ivorische Fußballnationalmannschaft der Frauen.  Sie wurde am 26. Oktober 2012 für den Coupe d’Afrique des nations féminine de football nominiert.

## Erfolge
Gnago nahm als Mannschaftskapitän der Elfenbeinküste an der FIFA World Player Gala FIFA Ballon d’Or 2009 im Opernhaus Zürich teil. Im September 2012 wurde sie als “Afrika's Fußballerin des Jahres” im Rahmen des 2012 Africa Top Sports Awards nominiert.

### Auszeichnungen
- 2004: Sieger des Women International Tournament
- 2008: Meister in der Division One
- 2008: Sieger des National Cup
- 2008: Sieger des Federation Cup
- 2010: Sieger des Federation Cup
- 2011: Sieger des Federation Cup
- 2011: Sieger des National Cup
- 2012: Beste Spielerin der Division One
- 2012: Siegerin des 2013 Africa Cup of Nations
- 2012: Nominierung Afrika's Spielerin des Jahres

## Privates
Ihr Bruder Gustave Gnago ist ebenfalls als Fußballer aktiv und steht gegenwärtig bei Stella Club Abidjan unter Vertrag.